# إيغور تيريخوف
إيغور الكسندروفيتش تيريكوف (بالأوكرانية: Ігор Олександрович Терехов) هو سياسي أوكراني يشغل منصب القائم بأعمال رئيس بلدية خاركيف. صعد إلى منصب رئاسة البلدية بعد وفاة غينادي كيرنس بسبب مضاعفات كوفيد 19، ستجرى الانتخابات المبكرة لرئاسة بلدية خاركيف في 31 أكتوبر 2021.

## السيرة الشخصية
ولد تيريخوف في 14 يناير 1967 في خاركيف. في عام 1990 تخرج تيريكوف من معهد خاركيف للهندسة والبناء. وبعد ذلك بقي في الجامعة كمتدرب باحث. حكم تيريخوف 22 مباراة في الدوري الأوكراني الممتاز من موسم 1992-93 حتى موسم 1994-1995. عمل تيريخوف في القطاع الخاص من 1994 إلى 1997.
من عام 1999 إلى عام 2006 عمل تيريكوف موظفًا مدنيًا في القسم الاقتصادي في مجلس مدينة خاركيف. في عام 2006 تخرج تيريكوف من الأكاديمية الوطنية للإدارة العامة. في الانتخابات البرلمانية الأوكرانية لعام 2006 كان تيريكوف مرشحًا عن كتلة أوكرانيا، لكنه لم يُنتخب. في عام 2007 عين نائب رئيس حاكم إقليم خاركيف أرسين أفاكوف.
في عام 2010 أصبح تيريخوف نائبًا لرئيس بلدية خاركيف وفي عام 2015 النائب الأول لرئيس البلدية. بعد الانتخابات المحلية الأوكرانية 2010 أصبح زعيمًا لنائب فصيل مجلس مدينة خاركيف للكتلة المعارضة - الحقيقة والأفعال.
في أكتوبر 2015 انتخب تيريخوف نائبًا لمجلس مدينة خاركيف مرشحًا للإحياء. في انتخابات أكتوبر 2020 المحلية في خاركيف كان في المركز الثاني على قائمة الحزب التي أعيد انتخابها لحزب كتلة كيرنس - خاركيف الناجح، وهو حزب العمدة الحالي هينادي كيرنس. في 17 ديسمبر 2020 توفي كيرينس بسبب مرض كوفيد 19 في برلين. بعد وفاة كيرنس تم تنفيذ واجباته من قبل سكرتير مجلس المدينة تيريخوف. أنهى مجلس مدينة خاركيف سلطات كيرنس في 24 ديسمبر 2020، في 30 مارس 2021 حدد البرلمان الأوكراني موعدًا لانتخابات بلدية خاركيف المبكرة في 31 أكتوبر 2021.
حصل تيريخوف على لقب «الاقتصادي الأوكراني الفخري».